# امیکا، جالیسکو
امیکا، جالیسکو (به اسپانیایی: Ameca, Jalisco) یک منطقهٔ مسکونی در مکزیک است که در خالیسکو واقع شده‌است.

## خصوصیات
امیکا ۶۸۵٫۷۳ کیلومترمربع مساحت و ۵۷٬۳۴۰ نفر جمعیت دارد.